# Limpa-folha-montano
Limpa-folhas-montês ou limpa-folha-montano (Anabacerthia striaticollis) é uma espécie de ave da família Furnariidae.
Pode ser encontrada nos seguintes países: Bolívia, Colômbia, Equador, Peru e Venezuela.
Os seus habitats naturais são regiões subtropicais ou tropicais húmidas de alta altitude.